# Instituto Nacional de Antropología e Historia
Az Instituto Nacional de Antropología e Historia (rövidítve INAH – IPA: [ˈina]; Nemzeti Őstörténeti és Történeti Intézet) a mexikói szövetségi kormányhoz tartozó központi intézmény, amelyet 1939-ben alapítottak Mexikó régészeti, antropológiai és történelmi örökségének megőrzése, védelme és terjesztése céljából. Létrehozása kulcsszerepet játszott Mexikó kulturális hagyatékának megőrzésében.

## Szervezet és tevékenység
Jelenleg az INAH vezető szervezeti egysége a Secretaría Técnica, amely felügyeli a főbb funkciók végrehajtását, valamint a 31 regionális központ tevékenységét, amelyek a Mexikói Köztársaság államaiban működnek.
Felelőssége kiterjed közel 110 ezer történelmi műemlékre, amelyek a 16. és a 19. század között épültek (a 20. századtól létesült kulturális örökség az Instituto Nacional de Bellas Artes – Nemzeti Szépművészeti Intézet – felügyelete alá tartozik), valamint 29 ezer régészeti lelőhelyre, amit idáig felfedeztek az ország területén. E nagyszámú hely közül azonban csak 150 nyitott a nagyközönség számára.
Szintén e kormányhivatalhoz tartozik közel száz múzeum felügyelete és működtetése az egész ország területén, amelyek kiterjedésük, kiállított anyagaik, földrajzi elhelyezkedésük, valamint látogatóik száma szerint vannak kategóriákba sorolva. Ezek közül talán a legjelentősebb a mexikóvárosi Museo Nacional de Antropología (Nemzeti Őstörténeti Múzeum), amely nagyszámú prehispán korból származó kiállított tárgyat és az egész ország területéről származó néprajzi anyagot képvisel.

## Emeritusok
Az INAH emeritus címmel tünteti ki a legkiemelkedőbb kutatóit a történelem, antropológia és a régészet területén folytatott munkásságukért. Az elismerésben részesült 16 kutató az alábbi:
- Dra. Beatriz Barba Ahuatzin
- Dra. Beatriz Braniff Cornejo
- Dr. Fernando Cámara Barbachano
- Dra. Johanna Faulhaber Kamman (1911–2000)
- Arqlgo. Francisco González Rul Hernández C. (1920–2005)
- Dra. Doris Heydenreich Zelz (1915–2006)
- Dra. Sonia Lombardo Pérez Salazar
- Mtro. Leonardo Manrique Castañeda (1934–2003)
- Mtro. Eduardo Matos Moctezuma
- Dra. Margarita Nolasco Armas
- Dr. Julio César Olive Negrete
- Mtra. Alicia Olivera Sedano
- Dr. Román Piña Chán (1920–2001)
- Mtro. Arturo Romano Pacheco
- Mtro. Javier Romero Molina (1910–1986)
- Mtro. Constantino Reyes-Valerio (1922–2006)

## Külső hivatkozások
- Instituto Nacional de Antropología e Historia (hivatalos weboldal)
- Museo Nacional de Antropología (a Nemzeti Embertani Múzeum weboldala)
- INAHgotable[halott link] (az INAH saját hírrádiója)